# Château de Dieufit
Le château de Dieufit appelé aussi château et ferme de Dieufit est situé sur la commune de Bellou-en-Houlme dans le département de l'Orne et la région Normandie.

## Localisation
Le château et la ferme sont situés au lieu-dit Dieufit.

## Historique
Le château date du troisième quart du XIXe siècle. Jules-Félix Gévelot (1826-1904), industriel parisien, achète la terre vaste de plus de 500 ha en 1862 au maire de Caen, François-Gabriel Bertrand (1797-1875). Entre 1862 et 1864 de gros travaux de valorisation des terres et de construction sont menés, nécessitant une main d'œuvre de 1 600 ouvriers, dans un contexte de crise économique. Très populaire, il est élu député de l'Orne à partir de 1869. Il meurt au Dieufit en 1904.
Le château est l'œuvre d'un architecte flérien, Henri Amiard. Un système de rails Decauville faisait communiquer les divers éléments du complexe.  
Le complexe est désormais divisé en deux propriétés.
Le château et la ferme sont inscrits au titre des Monuments historiques depuis le 26 juin 2012, en particulier les éléments suivants : façades et toitures du château avec son escalier, l'ancienne salle à manger avec son décor, le jardin d'agrément, façades et toitures de la maison de garde, maison du jardinier, pavillon de garde, hangar à voitures, charronnerie, pressoir, façades et toitures des deux bâtiments écurie et porcherie, grilles de clôture.

## Architecture
Le château est construit en style Second Empire. Les bâtiments abritaient le propriétaire et le directeur de la ferme, ainsi que des dortoirs destinés au personnel, l'édifice comporte donc deux entrées en façade et un agencement double pour la circulation et deux escaliers. La façade sur jardin possède un décor soigné, avec des animaux sculptés sur les lucarnes et un baromètre sur la lucarne centrale. L'étage noble possède un décor intérieur soigné également.
Le château reprend les principes architecturaux du Second Empire en faisant cohabiter dans la même bâtisse les différentes classes sociales, mais bien séparées.